# Peñón de Algámitas
El Peñón de Algámitas es una montaña de la provincia española de Sevilla en Andalucía, con 1121 m s. n. m. Se localiza en la localidad sevillana de Algámitas, teniendo como vecino al Pico del Terril, perteneciendo ambos a la Sierra del Tablón.
Dentro de la zona de la Sierra Sur de Sevilla, el Peñón y lugares circundantes conforman un gran espacio natural uso público, donde pueden realizarse diversas actividades educativas, de ocio y deportivas en contacto con la naturaleza, tipo senderismo, montañismo y escalada. La  Federación Andaluza de Montañismo tiene homologados oficialmente varios senderos en la zona.